# Binjiang (sockenhuvudort i Kina, Jiangxi Sheng, lat 28,30, long 117,18)
Binjiang (kinesiska: 滨江) är en sockenhuvudort i Kina. Den ligger i provinsen Jiangxi, i den sydöstra delen av landet, omkring 130 kilometer öster om provinshuvudstaden Nanchang. Antalet invånare är 37 365. Befolkningen består av 17 644 kvinnor och 19 721 män. Barn under 15 år utgör 24,0 %, vuxna 15-64 år 68 %, och äldre över 65 år 7,0 %.
Runt Binjiang är det ganska tätbefolkat, med 214 invånare per kvadratkilometer. Närmaste större samhälle är Yingtan, 19,3 km väster om Binjiang. I omgivningarna runt Binjiang växer huvudsakligen savannskog.
Genomsnittlig årsnederbörd är 2 741 millimeter. Den regnigaste månaden är juni, med i genomsnitt 480 mm nederbörd, och den torraste är oktober, med 37 mm nederbörd.